# Kamal Salibi

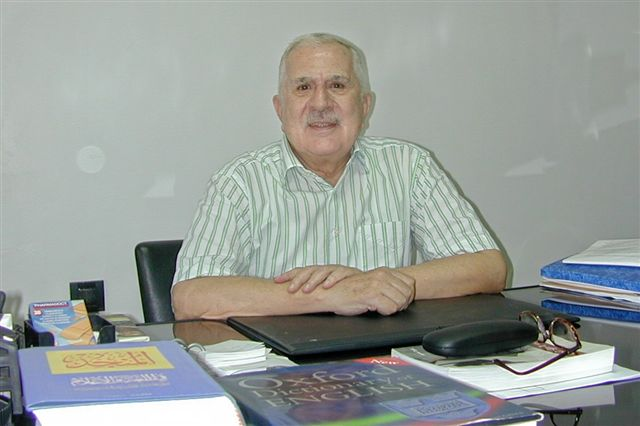
Kamal Salibi (Juli 2009)

Kamal Suleiman Salibi (arabisch كمال الصليبي, DMG Kamāl aṣ-Ṣalībī; * 2. Mai 1929 in Beirut; † 1. September 2011 ebenda) war ein libanesischer Historiker.

## Leben
Salibi entstammt einer christlich-libanesischen Familie. Er studierte in Beirut Geschichte, promovierte 1953 in London und wurde schließlich Professor für Geschichte und Archäologie an der Amerikanischen Universität in Beirut. Bis 2004 war er Direktor des Königlich-jordanischen Instituts für interreligiöse Studien in Amman.

## Jerusalem-These
Neben zahlreichen Publikationen zu historischen Standardthemen sorgte vor allem sein Werk „Die Bibel kam aus dem Lande Asir“ für rege Aufmerksamkeit und heftige Kritik. Darin hält er für möglich, dass das antike Jerusalem des Alten Testaments in der Zeit vor dem Babylonischen Exil (586 bis 537 v. Chr.) nicht im Lande Kanaan (heute Israel und Palästinensische Autonomiegebiete), sondern stattdessen in der südwestarabischen Region Asir (heute Saudi-Arabien) gelegen haben könnte. Dorthin hätte Mose einst die Hebräer aus der Ägyptischen Knechtschaft geführt und dort habe Salomo den Tempel in al-Šarim (Alt-Jerusalem) errichtet. (Al-Sarim bzw. L-S-R-M sei eine arabisierte Lautverschiebung/Metathese von R-S-L-M bzw. Jerusalem.) Erst nach der jüdischen Befreiung aus der Babylonischen Gefangenschaft sei ein Neu-Jerusalem in Palästina anstelle des zerstörten und verfallenen Alt-Jerusalem in Asir errichtet worden.
Salibi stützte seine These vor allem auf seine Untersuchungen von Ortsnamen. In Asir fand er nach seinen Angaben nicht nur westarabische Ortsnamen und geographische Bezeichnungen, sondern vor allem kanaanitische und aramäische sowie hebräische Ortsnamen, die dem Alten Testament entsprechen. Übertragen auf Westarabien passten nach Salibis Auffassung 80 % der etwa 700 Entfernungsangaben und Landschaftsbeschreibungen der biblischen Orte untereinander deutlich besser als die auf die Geographie Palästinas bezogene Interpretation. Die Zeitschrift Der Spiegel befasste sich 1985 ausführlich mit dieser Theorie.
In der Fachwelt stieß Salibis These auf Ablehnung. Neben methodischen Fehlern im Bereich der linguistischen Thesen wurde ebenso die Nichtbeachtung der Archäologie kritisiert. Allerdings wurden – im Gegensatz zur zielgerichteten und wenig ergebnisoffenen "Bibel-Archäologie" in Palästina – auch keinerlei archäologische Ausgrabungen (in Asir) durchgeführt, um Salibis These zu überprüfen.

## Salibi über den Koran
Salibi, selbst Christ, hat mehrmals versichert, dass es ihm nicht um eine religiös-inhaltliche Neubewertung politischer Ansprüche oder gar um eine Neuinterpretation der Bibel geht, lediglich um längst überfällige historisch-geographische Anpassungen angesichts erdrückender neuer Erkenntnisse.
Entsprechend Salibis Schlussfolgerungen sei auch der Koran neu einzuordnen. Er sei weder eine verstümmelte Form der Bibel, wie Nichtmuslime behaupten, noch eine spätere, Mohammed von Gott offenbarte Korrektur derselben, wie Muslime es glauben, sondern eine zeitlich parallele westarabische Version des hebräisch-aramäischen Alten Testaments, so Salibi.
„Wo der Koran biblische Geschichten erzählt, bringt er nicht einfach biblisches Material in verstümmelter Form, wie es heute in der Forschung allgemein angenommen wird. Seine Inhalte sind, wo sie der hebräischen Bibel entsprechen (hier einmal abgesehen vom christlichen Evangelium), unabhängige Versionen derselben westarabischen historischen Überlieferungen und müssen als solche behandelt werden. Wenn die Bibel die israelitische hebräische Version dieser Überlieferung darstellt aus Zeiten vor dem vierten Jahrhundert vor Christus, so stellt der Koran, wo er dieselben Überlieferungen behandelt, die arabische Version dar...“ (Die Bibel kam..., S. 50)

## Schriften
Auf Englisch
- Maronite Historians of mediæval Lebanon, with a preface by Bernard Lewis, American University of Beirut, Beirut 1959.
- The Modern History of Lebanon. I. B. Tauris, London/New York 1993. ISBN 1-85043-610-X.
- The Modern History of Jordan, New York, 1998
- Syria under Islam – Empire on trial, 634 - 1097. Caravan Books, Delmar N.Y. 1977. ISBN 0-88206-013-9.
- A House of Many Mansions – The History of Lebanon Reconsidered. I.B. Tauris & Co., London 1993. ISBN 1-85043-091-8.

Auf Deutsch
- Die Bibel kam aus dem Lande Asir. Reinbek (Hamburg) 1985. ISBN 3-498061798.
- Die Verschwörung von Jerusalem. Goldmann, München 1993. ISBN 3-442-12495-6.